# Enallagma vesperum
Enallagma vesperum là một loài chuồn chuồn kim trong họ Coenagrionidae.
Enallagma vesperum được Calvert miêu tả khoa học năm 1919.